# Silvastella epiplatys
Silvastella epiplatys är en insektsart som först beskrevs av Nischk och D. Otte 2000.  Silvastella epiplatys ingår i släktet Silvastella och familjen syrsor. Inga underarter finns listade i Catalogue of Life.